# Elk Grove
Elk Grove is een plaats (census-designated place) in de Amerikaanse staat Californië, en valt bestuurlijk gezien onder Sacramento County.

## Demografie
Bij de volkstelling in 2000 werd het aantal inwoners vastgesteld op 59.984.

## Geografie
Volgens het United States Census Bureau beslaat de plaats een oppervlakte van
39,4 km², geheel bestaande uit land. Elk Grove ligt op ongeveer 14 m boven zeeniveau.

## Plaatsen in de nabije omgeving
De onderstaande figuur toont nabijgelegen plaatsen in een straal van 16 km rond Elk Grove.